# Josep Maria Magem
Josep Maria Magem (Sabadell, 1941 - 2017) va ser un decorador català que va evolucionar cap a l'interiorisme i el disseny industrial quan aquestes professions encara eren molt desconegudes.

## Biografia
Josep Maria Magem va aprendre l'ofici per al disseny i la construcció de mobles al taller familiar i a finals dels cinquanta va estudiar Arts Aplicades a Barcelona. Durant aquells anys va combinar la formació amb el treball d'aprenent de decorador amb Armand Albiol, que feia projectes entre Barcelona i Sabadell. Amb Albiol va connectar amb la decoració moderna, que estava lluny de les resolucions clàssiques dels clients de Sabadell.
Així va aconseguir introduir una nova línia de disseny de mobiliari i d'interiors a la seva ciutat, fet que el va portar consolidar molts clients i establir-se per lliure. La seva botiga de Sabadell, de mobles i objectes per a la decoració de la llar, era l'evolució natural de l'establiment on treballava el seu pare. Va esdevenir tot un referent de productes d'alt disseny i va oferir un model d'estudi-botiga en el qual treballava junt amb un equip de professionals de diferents camps.
A banda de l'interiorisme, va destacar també pel disseny de llums, amb treballs molt coneguts però poc reconeguts pel que fa a la seva autoria. Igualment, va emprendre encàrrecs puntuals de disseny d'objectes com el got i el plat de plàstic d'un sol ús per a Nupik, que es fabriquen des de fa més de trenta anys.
La seva producció, molt intensa, es va iniciar a principis dels anys seixanta i es va desenvolupar fins al 2012, quan es va jubilar i va tancar la botiga, tot i que posteriorment va seguir treballant. Josep Magem va desenvolupar la seva trajectòria professional en un moment en el qual a la seva ciutat el disseny era un concepte desconegut i això va condicionar els seus treballs i va fer que no fos gaire reconegut com a dissenyador, tant a Sabadell com a Catalunya.
L'any 2017 el Museu d'Art de Sabadell li va dedicar l'exposició temporal Magem incandescent.
El Museu del Disseny de Barcelona el maig de 2019 va incorporar a la seva exposició permanent el llum de taula NA 3972 de Josep Maria Magem, produït per MADOM.

## Interiorisme
Va fer dissenys tant per a cases particulars com per a comerços i empreses, així com estands per a fires. Als anys seixanta, quan ja treballava pel seu compte, va conèixer Tom Costa, qui el va donar a conèixer a Francitorra, empresa que li va encarregar un estand per a al 1er Salón Industrial y Artesano de Manresa y Comarca (1967). Aquest fet el va portar a dissenyar més estands per a empreses de mobiliari per les quals Francitorra feia dissenys a la Fira del Moble de València.
Durant molts anys, entre mitjans dels anys seixanta i els primers anys de la dècada dels vuitanta, va ser el responsable de l'interiorisme de les oficines de la Caixa de Sabadell, fet que li va permetre desenvolupar tot de sistemes estandarditzats que es podien adaptar als diferents espais. La gran quantitat de treballs que va fer a la seva ciutat, per a botigues, comerços i entitats bancàries, va fer que els seus dissenys durant molts anys formessin van formar part del paisatge urbà de Sabadell. De la mateixa manera, els dissenys que va fer per les empreses de Sabadell, quan exposaven fora, van contribuir a crear una marca de ciutat.
Magem es va destacar per fer propostes de mobiliari modular que permetien racionalitzar el procés productiu i, de retruc, oferien un producte versàtil allunyat dels programes de seriació tancats que eren habituals en les empreses espanyoles dels anys seixanta i setanta.
També va fer una feina pedagògica molt important per a dignificar la professió de dissenyador i interiorista, assessorant als seus clients i participant en les organitzacions i entitats encarregades de professionalitzar aquestes disciplines.

## Disseny de llums
Bona part del seu treball com a dissenyador industrial va ser el disseny de llums, tant en exclusiva per a algunes empreses o de manera puntual. Va iniciar-s'hi a finals dels anys seixanta, amb l'empresa Marset Il·luminació, que de seguida es convertiria en Madom. Els primers llums fabricats per Madom es van presentar a Barcelona el juny de 1970.
Madom va tancar però Josep Maria Magem va seguir vinculat a Marset fins als anys vuitanta, quan va començar a fer dissenys per a altres firmes com Belux (Euskadi), Swarovski o Almerich (València).
Els seus projectes de disseny es devien tant a una novetat tecnològica d'un component dels llums com, altres vegades, a encàrrecs per modernitzar uns dissenys clàssics d'una empresa. Sigui com sigui, treballava de manera gairebé artesana, coneixent molt bé l'ofici i marcat sobretot pel dia a dia. Tots aquests treballs avui permeten fer un recorregut per l'evolució estètica i les tendències dels darrers seixanta anys a Catalunya. A finals dels noranta comença a treballar per Acord Disegno.